# Canton de Bédarrides
Le canton de Bédarrides  est une ancienne division administrative française du département de Vaucluse, en région Provence-Alpes-Côte d'Azur.

## Histoire
Le redécoupage des arrondissements intervenu en 1926 n'a pas affecté le canton de Bédarrides. Il est supprimé par le décret du 28 février 2014 qui entre en vigueur à l'issue des élections départementales de mars 2015.

## Composition
Le canton de Bédarrides comprenait quatre communes :
| Nom                    | Code Insee | Intercommunalité          | Superficie (km2) | Population (dernière pop. légale) | Densité (hab./km2) |
| ---------------------- | ---------- | ------------------------- | ---------------- | --------------------------------- | ------------------ |
| Bédarrides (chef-lieu) | 84016      | CA Les Sorgues du Comtat  | 24,79            | 5 010 (2014)                      | 202                |
| Courthézon             | 84039      | CC du Pays Réuni d'Orange | 32,78            | 5 487 (2014)                      | 167                |
| Sorgues                | 84129      | CA Les Sorgues du Comtat  | 33,40            | 18 328 (2014)                     | 549                |
| Vedène                 | 84141      | CA Grand Avignon          | 11,18            | 11 045 (2014)                     | 988                |

## Représentation

### Conseillers généraux de 1833 à 2015
| Période                             | Identité                                            | Parti                 | Qualité |
| ----------------------------------- | --------------------------------------------------- | --------------------- | --- |
| 1833-1845                           | André Pons                                          |                       | Notaire, conseiller municipal d'Avignon |
| 1845-1851 (décès)                   | Alexandre Le Boucher de Brucher                     |                       | Propriétaire à Courthézon |
| 1852-1867                           | Joseph Floret                                       | Tiers-Parti           | Ancien préfet, maire de Sorgues, ancien député (1842-1846) |
| 1867-1868 (décès)                   | Gaston Le Boucher de Brucher (fils d'A. de Brucher) |                       | Propriétaire à Courthézon |
| 1868-1870                           | Joseph René Victor Escoffier                        |                       | Négociant à Bédarrides |
| 1870-1871                           | Elzéar Dussaud                                      |                       | Ingénieur Membre de la commission départementale |
| 1871-1876 (démission)               | Léopold Guillabert                                  |                       | Médecin à Bédarrides |
| 1876-1878 (annulation)              | Comte Louis Jean Marie de l'Église (1825-1904)      | Républicain           | Colonel, propriétaire à Bédarrides |
| 1878-1881 (démission)               | Gustave Guillabert                                  | Républicain           | Avocat, maire de Bédarrides |
| 1881-1883                           | Henri Leenhardt (1822-1904)                         | Républicain           | Directeur de la Compagnie générale des pétroles à Marseille, maire de Sorgues (1881-1882) |
| août 1883-décembre 1883 (démission) | Martin Vincent                                      | Républicain           | Maire de Sorgues |
| décembre 1883-1901                  | Paul Liotier                                        | Républicain           | Ingénieur de la marine en retraite à Vedène |
| 1901-1921 (décès)                   | Achille Maureau                                     | Rad.                  | Négociant à Sorgues, Président de la chambre de commerce d'Avignon, Président du Conseil général, Sénateur (1905-1920)                                                                       |
| 1921-1937                           | Denis Soulier                                       | Rad.                  | Industriel à Avignon |
| 1937-1941 (démission d'office)      | Aimé Pêtre                                          | SFIO                  | Agriculteur Maire de Sorgues, conseiller d'arrondissement Révoqué par le Gouvernement de Vichy                                                                                               |
| 1942-1945                           | Pierre Bonnefoy                                     |                       | Conseiller municipal de Sorgues Nommé conseiller départemental en 1942 |
| 1945-1949                           | Étienne Charpier (1897-1973)                        | PCF                   | Inspecteur d'assurances Conseiller municipal d'Avignon |
| 1949-1973                           | Aimé Pêtre                                          | SFIO puis PS          | Maire de Sorgues |
| 1973-1985                           | Fernand Marin                                       | PCF                   | Instituteur puis directeur d'école Maire de Sorgues (1965-1989) Député (1967-1968 et 1978-1981)                                                                                              |
| 1985-2005 (démission)               | Alain Milon                                         | RPR puis RPF puis UMP | Médecin Maire de Sorgues (1989-2011) Président de la communauté de communes des Pays du Rhône et Ouvèze Suppléant du député Jean-Michel Ferrand (1988-2004) Sénateur de Vaucluse depuis 2004 |
| 2005-2015                           | Thierry Lagneau                                     | UMP                   | Collaborateur d'élus 1er adjoint (1995-2011) puis maire de Sorgues depuis 2011 Député suppléant (2007-2012) Élu en 2015 dans le Canton de Sorgues                                            |

### Conseillers d'arrondissement (de 1833 à 1940)
| Période                                  | Période | Identité                | Étiquette | Qualité |
| ---------------------------------------- | ------- | ----------------------- | --------- | --- |
| 1833                                     |         | M. Louet                |           | Propriétaire à Sorgues                                                                                      |
|                                          |         |                         |           | |
| 1889                                     | 1904    | Adolphe Bédoin          | Radical   | Maire de Sorgues, Président du Conseil d'arrondissement                                                     |
| 1904                                     | 1910    | Eugène-Jacques Biscarel | Radical   | Maire de Courthézon                                                                                         |
| 1910                                     |         | M. Pont                 | Radical   | |
| 1928                                     | 1934    | M. Gauthier             | Radical   | |
| 1934                                     | 1937    | Aimé Pêtre              | SFIO      | Agriculteur, maire de Sorgues                                                                               |
| 1937                                     | 1940    | Paul Durand             | Radical   | Ancien conseiller municipal de Sorgues                                                                      |
| 1940                                     |         |                         |           | Les conseils d'arrondissement ont été suspendus par la loi du 12 octobre 1940 et n'ont jamais été réactivés |
| Les données manquantes sont à compléter. |         |                         |           | |

## Démographie
| 1962   | 1968   | 1975   | 1982   | 1990   | 1999   | 2006   | 2011   | 2012   |
| ------ | ------ | ------ | ------ | ------ | ------ | ------ | ------ | ------ |
| 19 153 | 23 886 | 27 578 | 31 436 | 33 893 | 36 686 | 38 473 | 39 442 | 39 677 |